# Ted Tinling

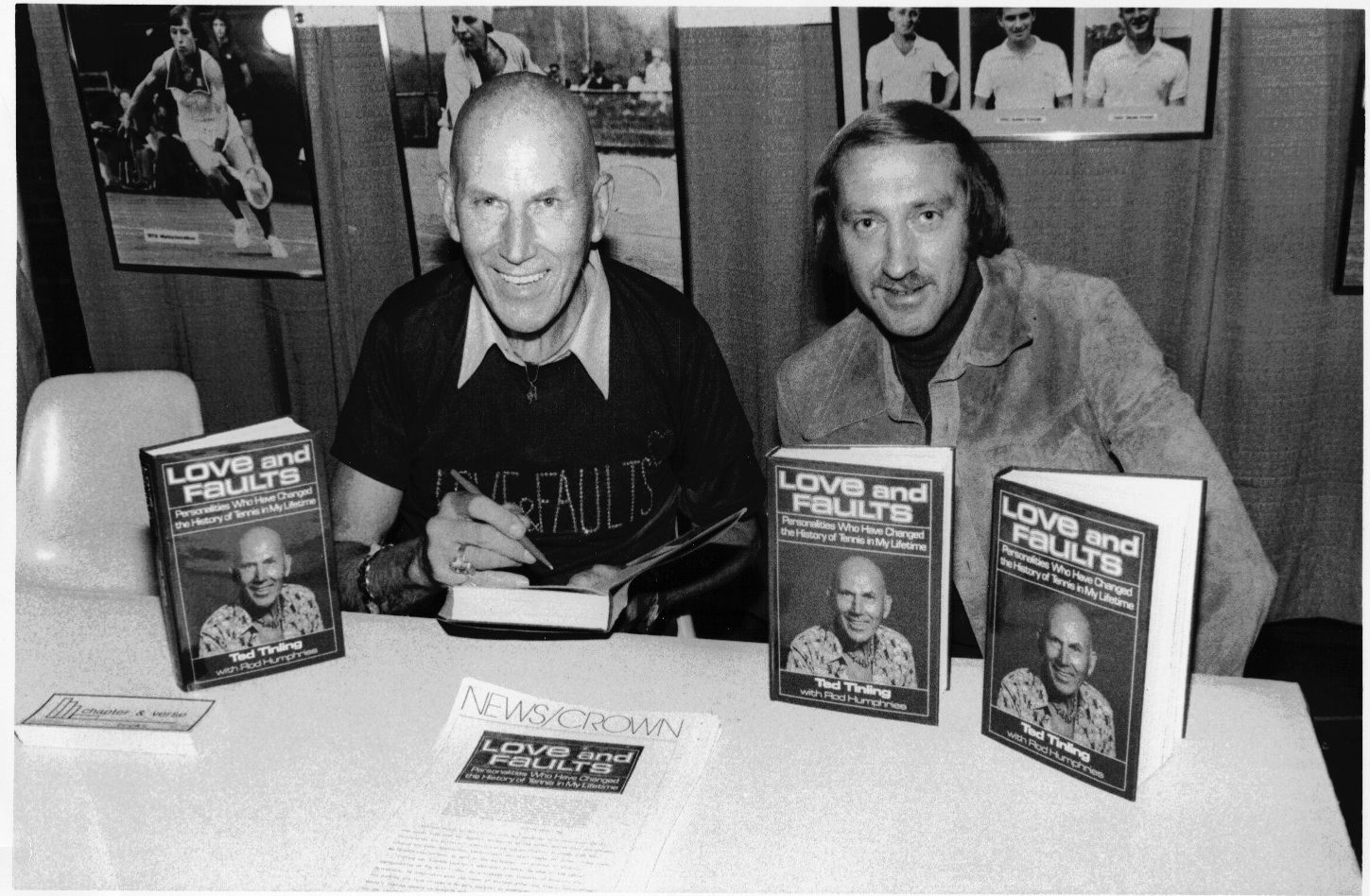
Ted Tinling (links) am 22. Januar 1979

Cuthbert Collingwood „Ted“ Tinling (* 23. Juni 1910 in Eastbourne; † 23. Mai 1990 in Cambridge) war ein britischer Tennisspieler und -funktionär, Modedesigner und Autor.

## Biographie
Ted Tinling wurde 1910 in Eastbourne als Sohn von James Alexander Tinling geboren. 1923 begann er – nach einem Kuraufenthalt wegen bronchialen Asthmas an der französischen Riviera – mit dem Tennissport. Im „Nice Tennis Club“ trainierte er mit der sehr bekannten Spielerin Suzanne Lenglen. Tinling begann eine kurze aktive Karriere als Tennisspieler und Schiedsrichter. Im Zweiten Weltkrieg diente er im britischen Intelligence Corps in Algier (Algerien) und in Deutschland.
Der Brite designte von den 1950ern bis in die 1970er die Bekleidung für viele weibliche Tennisspielerinnen. 1949 wurde er wegen einer von Gussie Moran getragenen Kreation von seiner Tätigkeit in Wimbledon ausgeschlossen. Für seine gute Freundin Billie Jean King kreierte er die Kleidung für das berühmte Match Battle of the Sexes 1973. Sein Design trugen außerdem Stars wie Martina Navrátilová, Chris Evert, Evonne Goolagong und Virginia Wade.
Ted Tinling stand offen zu seiner Homosexualität. und verfasste einige Bücher über den Tennissport. 1986 erfolgte seine Aufnahme in die International Tennis Hall of Fame.
Im britisch-US-amerikanischen Biopic Battle of the Sexes – Gegen jede Regel wird er in einer Nebenrolle von Alan Cumming dargestellt.